# Трегубова, Любовь Васильевна
Любовь Васильевна Трегубова (род. 17 июня 1947, Тимоново, Курская область) — передовик советской пищевой промышленности, старший мастер Валуйского молочного комбината объединения «Белгородмолагропром», Белгородская область, полный кавалер ордена Трудовой Славы (1990).

## Биография
Родилась в 1947 году в селе Тимоново Валуйского района, ныне Белгородской области в крестьянской русской семье. Завершила обучение в школе в 1964 году. Прошла обучение в Коньшинском училище молочной промышленности. В 1966 году принята на работу на Валйуйский молочный комбинат.
С 1966 по 2003 годы отработала на молочном комбинате в городе Валуйки. Работала анализатором, мастером кефирного цеха, старшим мастером.
Указом Президиума Верховного Совета СССР от 21 апреля 1975 года была награждена орденом Трудовой Славы III степени.
Указом Президиума Верховного Совета СССР от 17 марта 1981 года была награждена орденом Трудовой Славы II степени.
Её трудовая деятельность на комбинате была отмечена на многих уровнях. Высокие результаты работы позволили предприятию достичь передовых показателей. Постоянно участвовала на выставках достижений народного хозяйства, неоднократно отмечалась грамотами и медалями. При её непосредственном участие на комбинате внедрялись новые современные технологии.
«За достижение высоких результатов в производстве, переработке и продаже государству сельскохозяйственной продукции на основе применения прогрессивных технологий и передовых методов организации труда» указом Президиума Верховного Совета СССР от 10 сентября 1990 года Любовь Васильевна Трегубова была награждена орденом Трудовой Славы I степени. Стала полным кавалером Ордена Трудовой Славы.
С 2003 года находится на пенсии. Член Общественной палаты Валуйского района, помогает предприятиям и предпринимателям.
Проживает в городе Валуйки Белгородской области.

## Награды и звания
- Орден Трудовой Славы I степени (10.09.1990);
- Орден Трудовой Славы II степени (17.03.1981);
- Орден Трудовой Славы III степени (21.04.1975);
- медали.
- Почётный гражданин города Валуйки и Валуйского района.
- медаль «За заслуги перед Землёй Белгородской» (2004).

## Память
- В городе Валуйки её именем названа одна из городских улиц[4].